# Данкін (округ, Міссурі)
Шаблон:StateAbbr_ 36°16′ пн. ш. 90°05′ зх. д. / 36.27° пн. ш. 90.09° зх. д.
Округ  Данкін (англ. Dunklin County) — округ (графство) у штаті Міссурі, США. Ідентифікатор округу 29069.

## Історія
Округ утворений 1845 року.

## Демографія
За даними перепису 
2000 року 
загальне населення округу становило 33155 осіб, зокрема міського населення було 16634, а сільського — 16521.
Серед мешканців округу чоловіків було 15668, а жінок — 17487. В окрузі було 13411 домогосподарств, 9166 родин, які мешкали в 14682 будинках.
Середній розмір родини становив 2,94.
Віковий розподіл населення поданий у таблиці:
| Стать    | До 15 років | 15-21 | 22-29 | 30-39 | 40-49 | 50-65 | 65-85 | Понад 85 |
| -------- | ----------- | ----- | ----- | ----- | ----- | ----- | ----- | -------- |
| Чоловіки | 3635        | 1543  | 1463  | 2116  | 2192  | 2636  | 1911  | 172      |
| Жінки    | 3494        | 1482  | 1679  | 2212  | 2257  | 2982  | 2824  | 557      |

## Суміжні округи
- Стоддард — північ
- Нью-Мадрид — північний схід
- Пеміскот — схід
- Міссіссіппі, Арканзас — південний схід
- Крейггед, Арканзас — південь
- Грін, Арканзас — південний захід
- Клей, Арканзас — захід
- Батлер — північний захід

## Виноски
1. ↑  U.S. Decennial Census. United States Census Bureau. Архів оригіналу за 26 квітня 2015. Процитовано 15 листопада 2014.
2. ↑  Historical Census Browser. University of Virginia Library. Архів оригіналу за 11 серпня 2012. Процитовано 15 листопада 2014.
3. ↑  Population of Counties by Decennial Census: 1900 to 1990. United States Census Bureau. Архів оригіналу за 3 грудня 2014. Процитовано 15 листопада 2014.
4. ↑  Census 2000 PHC-T-4. Ranking Tables for Counties: 1990 and 2000 (PDF). United States Census Bureau. Архів оригіналу (PDF) за 18 грудня 2014. Процитовано 15 листопада 2014.
5. ↑  State & County QuickFacts. United States Census Bureau. Архів оригіналу за 7 червня 2011. Процитовано 8 вересня 2013.(англ.) Наведено за англійською вікіпедією.
6. ↑  American FactFinder. Бюро перепису населення США. Архів оригіналу за 21 травня 2008. Процитовано 31 січня 2008.

| США | Це незавершена стаття з географії США. Ви можете допомогти проєкту, виправивши або дописавши її. |